# Дзвели-Канда
Дзвели-Канда (груз. ძველი ქანდა) — село входит в Мцхетский муниципалитет края Мцхета-Мтианети в Грузии, в области Мухрани.
Большинство жителей села являются потомками ассирийцев, перебравшихся в Российскую империю из окрестностей озера Урмия в Персии (совр. провинция Западный Азербайджан). Большую роль в переселении ассирийцев на территорию Грузии сыграла деятельность Урмийской духовной миссии.
Из 1106 жителей села ассирийцы составляют почти 60 % населения.

## Достопримечательности

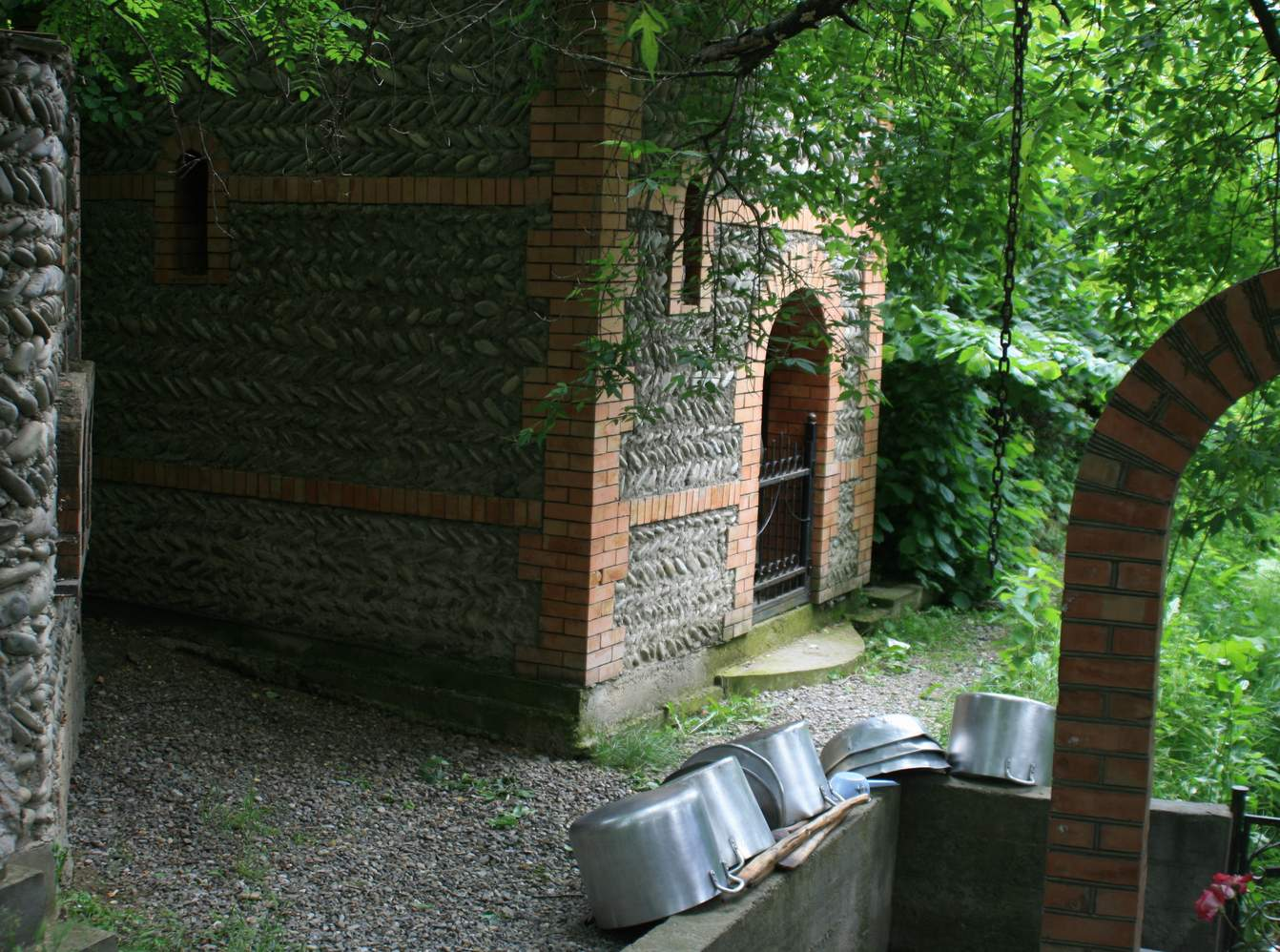
Храм в селе Дзвели-Канда

В июле 2010 года по благословению Католикоса-Патриарха всея Грузии Илии II в селе был открыт монастырь в честь Тринадцати Ассирийских отцов (в средние века ассирийцы были также известны как сирийцы, носители сирийского языка). Настоятелем монастыря является схиархимандрит Серафим (Битбунов), окормляющий грузин и ассирийцев-прихожан Грузинской Православной Церкви.